# Hibiscus hasslerianus
Hibiscus hasslerianus är en malvaväxtart som beskrevs av Bénédict Pierre Georges Hochreutiner. Hibiscus hasslerianus ingår i Hibiskussläktet som ingår i familjen malvaväxter. Inga underarter finns listade i Catalogue of Life.